# 烏克蘭建國日
烏克蘭建國日（烏克蘭語：День Української Державності）是烏克蘭的國定假日，2022年和2023年為7月28日，此後每年7月15日為基輔羅斯的基督教化紀念日。

## 歷史
2021年，烏克蘭總統弗拉迪米爾·澤倫斯基在慶祝烏克蘭獨立30週年期間下令設立烏克蘭建國日，烏克蘭國會於2022年5月31日通過了該法令。該節日於2022年7月28日首次慶祝。
在烏克蘭設立國定假日之前，7月28日是基輔洗禮日，這一天是988年弗拉基米爾大帝統治時期。
2023年5月24日主教會議召開後，人們知道烏克蘭正教會（OCU）將要求當局因日曆改革而推遲建國日和保衛者日，因為烏克蘭正教會和烏克蘭希臘禮天主教會（UGCC）的弗拉基米爾大帝節將從2024年起在7月15日慶祝。6月28日，澤倫斯基總統向國會提交了一份法律草案，將建國日從7月28日改為7月15日。國會於7月14日批准了該法律，241名議員支持該法律。由於該法律的通過時間太晚，澤倫斯基總統未能在7月15日之前將其簽署為法律，因此2023年成為最後一個在7月28日慶祝建國日的年份。

## 外部連結
- 维基共享资源上的相關多媒體資源：烏克蘭建國日